# Wander Johannes de Haas
Wander Johannes de Haas (Lisse, 2 de março de 1878 — De Bilt, 26 de abril de 1960) foi um físico e matemático neerlandês.